# Alibág
Alibág (maráthi nyelven:  अलिबाग, angolul: Alibag) kisváros India területén, Mahárástra államban, a Kónkan-parton. Mumbaitól légvonalban kb. 30–40 km-re délre, közúton kb. 100 km-re fekszik. Lakossága mintegy 20 ezer fő volt a 2000-es évek elején. Tengerparti kikötő és üdülőhely.
Gazdasága elsősorban a halászatra, a mezőgazdaságra és a turizmusra épül. A város mellett egy 5 km hosszú, ezüstös homokkal borított, kókuszpálmákkal és kazuárfákkal övezett strand húzódik.
Kikötőjét a maráthák építették a 17. században, hogy védjék királyságukat a hollandok, a portugálok majd a britek ellen. A Kolábá erőd 1680-ban épült egy közeli szigeten. Falai között van egy Ganésa istennek szentelt templom.
Alibágtól kb. 9 km-re északra található a Kihim Beach madarakkal teli erdőkkel és vadvirágokkal. A híres indiai ornitológus, Szalím Alí gyakran látogatott ide.

## Megközelítés
Mumbaiból hajóval az India-kaputól Mándvéig (Mandawa), majd onnan 18 km-en át autóbusszal Alibágig.
A legközelebbi vasútállomás 30 km-re keletre, Pen-ben található.

## Fordítás
Ez a szócikk részben vagy egészben  az   Alibag című angol Wikipédia-szócikk fordításán alapul.  Az eredeti cikk szerkesztőit annak laptörténete sorolja fel. Ez a jelzés csupán a megfogalmazás eredetét és a szerzői jogokat jelzi, nem szolgál a cikkben szereplő információk forrásmegjelöléseként.